# فیرلایت (نیو ساوت ولز)
فیرلایت (به انگلیسی: Fairlight) یک شهرداری و حومه شهر در استرالیا است که در نیو ساوت ولز واقع شده‌است.